# Combretocarpus rotundatus
Combretocarpus rotundatus là một loài thực vật có hoa trong họ Anisophylleaceae. Loài này được (Miq.) Danser mô tả khoa học đầu tiên năm 1929.